# Haugajaure (Arjeplogs socken, Umeälvens avrinningsområde)
Haugajaure är en sjö i Arjeplogs kommun i Lappland och ingår i Umeälvens huvudavrinningsområde. Sjön har en area på 0,0687 kvadratkilometer och ligger 507 meter över havet. Haugajaure ligger i Laisdalens fjällurskog Natura 2000-område.

## Delavrinningsområde
Haugajaure ingår i det delavrinningsområde (733868-155335) som SMHI kallar för Utloppet av Luspejaure. Medelhöjden är 516 meter över havet och ytan är 5,14 kvadratkilometer. Räknas de 4 avrinningsområdena uppströms in blir den ackumulerade arean 71,28 kvadratkilometer. Gramajukku som avvattnar avrinningsområdet har biflödesordning 4, vilket innebär att vattnet flödar genom totalt 4 vattendrag innan det når havet efter 415 kilometer. Avrinningsområdet består mestadels av skog (76 procent). Avrinningsområdet har 0,92 kvadratkilometer vattenytor vilket ger det en sjöprocent på 17,9 procent.